# Lepidodexia distincta
Lepidodexia distincta är en tvåvingeart som först beskrevs av Guilherme A.M.Lopes 1947.  Lepidodexia distincta ingår i släktet Lepidodexia och familjen köttflugor. Inga underarter finns listade i Catalogue of Life.